# Клос, Эльмар
Эльмар Клос (чеш. Elmar Klos; 26 января 1910, Брюнн, Австро-Венгрия, ныне Брно, Чехия — 19 июля 1993, Прага, Чехия) — чешский режиссёр, сценарист, драматург и педагог. В течение 17 лет он сотрудничал с режиссёром Яном Кадаром, с которым они получили «Оскар» в 1966 году за фильм «Магазин на площади».

## Биография
Он начал свою карьеру ещё с немого кино, знакомясь со всеми профессиями и сыграл несколько эпизодических ролей. С 1934 года работал в рекламной кинокомпании «Батя». После войны был одним из организаторов национализации чешского кино. Встретившись с Яном Кадаром в студии короткометражных фильмов, они сняли свой первый совместный фильм «Похищение». Всего они сделали восемь фильмов вместе. Их сотрудничество было прервано, когда в 1969 году Ян Кадар эмигрировал, после чего Эльмар Клос подвергся политическим преследованиям, его исключили из FAMU и Чехословацкого Госкино.

## Избранная фильмография
- 1952 — Похищение / Únos
- 1955 — Музыка с Марса / Hudba z Marsu
- 1957 — На конечной / Tam na konečné
- 1958 — Три желания / Tři přání
- 1963 — Смерть зовётся Энгельхен / Smrt si říká Engelchen
- 1964 — Обвиняемый / Obžalovaný
- 1965 — Магазин на площади / Obchod na korze
- 1969 — Наваждение по имени Анада / Touha zvaná Anada